# ACID Pro
Pour les articles homonymes, voir ACID.
ACID Pro  est un logiciel faisant partie de la famille des séquenceurs musicaux réalisés par la société Sony.
Créé par la société américaine Sonic Foundry (qui a été rachetée par Sony en 2003 pour 18 millions de dollars), l'éditeur s'est fait connaître grâce à ses logiciels ACID et Sound Forge, qui disposent tous deux de fonctions très efficaces pour modifier le tempo ou la hauteur d'un sample audio.

## Historique
Lorsqu'il fut lancé en 1998, ACID Pro amorça une véritable révolution dans le domaine de la création musicale. En proposant une interface aussi simple et intuitive "prendre, dessiner et jouer", il fut la première application musicale basée sur le principe de boucles sonores (loop en Anglais) mises à portée de mains des producteurs. C’est un puissant studio d'arrangement et d'édition professionnels quel que soit le niveau de compétences de l'utilisateur. Les nouvelles fonctions telles que l'outil de quantification Groove Mapping, les conteneurs Folders Tracks, le support des effets VST en natif, l'inversion de la lecture des événements en temps réel et la technologie unique du Média Manager permettent d'atteindre un niveau de production musicale élevé. Les concepteurs de ce logiciel ont aussi fondé le premier site internet pour les artistes indépendants en 1999, ACIDplanet.com, qui aujourd'hui[Quand ?] réunit plus de 100 000 artistes et la plupart sont des utilisateurs de ACID Pro, Vegas et Sound Forge.

## Fonctionnalités
- Interface graphique permettant d'assembler des sons avec un outil de peinture.
- Réglage du tempo et de la tonalité automatique.
- Outils beatmapper, chopper & groove manager.
- Media-Manager facilitant la gestion et l'organisation des boucles.
- Possibilités multiples d'enregistrement comme MIDI ou Audio en multi-pistes.
- Gestion d'effets VST, DirectX; support de l'ASIO et du ReWire.
- Possibilité de produire des fichiers audio en Surround 5.1.

## Configuration minimale
- Microsoft Windows 32 bits: 2000 ou XP (ou Vista pour ACID Pro 7.0)
- Processeur 800 MHz (1 GHz pour les fonctionnalités vidéo)
- 200 Mo d'espace disque pour l'installation du programme
- 600 Mo d'espace disque pour l'installation optionnelle de la bibliothèque de son Sony Sound Series Loops & Samples
- 256 Mo RAM
- Carte son compatible Windows
- Lecteur CD-ROM (seulement pour l'installation depuis le CD)
- Un graveur CD supporté (seulement pour la gravure CD)
- Microsoft DirectX 8 ou plus
- Internet Explorer 4.0 ou plus